# Anthoscytina perpetua
Anthoscytina perpetua (лат.) — ископаемый вид полужесткокрылых насекомых рода Anthoscytina из вымершего семейства цикадовых Procercopidae, обнаруженный в спаривающемся состоянии. Найден в юрских отложениях Китая (Даохугоу, Внутренняя Монголия, около 160 млн лет, формация Цзюлуншань).

## Описание
Длина тела до 17 мм. Размер надкрылий: длина от 13 до 15 мм, ширина — от 3,5 до 4,3 мм. Вид Anthoscytina perpetua был впервые описан по отпечаткам в 2013 году группой китайских палеоэнтомологов Ли Шу, Ши Чжуньгунь и Жэнь Дун (S. Li, C. K. Shih, and D. Ren, Capital Normal University, Пекин, Китай). Это один из древнейших представителей надсемейства Cercopoidea. Таксон Anthoscytina perpetua включён в состав рода Anthoscytina Hong 1983 вместе с видами A. reducta (Becker-Migdisova, 1949) (Кыргызстан); A. daica Shcherbakov, 1988 (Чита, Россия); A. parallelica Ren, Lu, et Guo, 1995 (Хэбэй, Китай); и A. aphthosa Ren, Yin, et Dou, 1998 (формация Исянь, Бэйпяо, Китай).
Обнаруженные окаменевшие отпечатки двух ископаемых особей, сохранились в позе совокупления (in copuli). Таким образом, это самая древняя находка спаривающихся насекомых, которые неразлучно пролежали вместе более 160 млн лет. Вид A. perpetua был назван в честь их «вечной любви» (от латинского perpet). Сходные с цикадами существа располагались животами друг к другу, а копулятивный орган самца находился в соответствующем месте у самки. Учёные пришли к выводу, что генитальная симметрия и положение спаривания такие же, как и у родственных им современных насекомых из надсемейства Cercopoidea, то есть остались неизменными в течение 165 миллионов лет.